# Лючіо-Сестіо (станція метро)
41°51′36″ пн. ш. 12°33′26″ сх. д. / 41.86000° пн. ш. 12.55722° сх. д.
Лючіо-Сестіо (італ. Lucio Sestio) - станція лінії А Римського метрополітену. Відкрита 16 лютого 1980 році у першій черзі лінії А (від Ананьїна до Оттавіано). Розташована під рогом вулиць Лучо-Сестіо та Понціо-Комініо.
Є станцією з двома окремими тунелями, в кожному з яких знаходиться окрема платформа.
Поблизу станції розташовані
- Віа-Тусколана
- П'яцца-деї-Консолі

## Пересадки
Автобуси: 558, 590.